# Flick of the Wrist
Flick of the Wrist är en låt av det brittiska rockbandet Queen, utgiven 1974 på albumet Sheer Heart Attack, samt som dubbel A-sida tillsammans med låten Killer Queen. Låten skrevs av sångaren Freddie Mercury och gavs ut som singel 21 oktober 1974.

## Medverkande
- Freddie Mercury - sång och bakgrundssång, piano
- Brian May - elgitarr, bakgrundssång
- Roger Taylor - trummor, percussion, bakgrundssång
- John Deacon - elbas